# Broome Pinniger
Broome Pinniger (anglès: Eric Pinniger)  (Saharanpur, 28 de desembre de 1902 - Edimburg, 30 de desembre de 1996) va ser un jugador d'hoquei sobre herba indi que va competir durant la dècada de 1920 i 1930.
El 1928 va prendre part en els Jocs Olímpics d'Amsterdam, on va guanyar la medalla d'or com a membre de l'equip indi en la competició d'hoquei sobre herba. Quatre anys més tard, als Jocs de Los Angeles, revalidà la medalla d'or.
Com d'altres companys d'equip treballà a la North West Railway. Amb la partició de l'Índia, el 1949 va tornar al Regne Unit per viure a la casa dels avis, que s'havien traslladat a l'Índia en la dècada de 1850, i posteriorment va anar a Escòcia per viure amb la seva filla. De jove destacà com a tirador i el 1919 es classificà pels Jocs Olímpics d'Anvers, però l'Índia no hi va enviar cap equip.